# Ліпниця (Люблінське воєводство)
Ліпниця (пол. Lipnica) — село в Польщі, у гміні Рокитно Більського повіту Люблінського воєводства. Населення — 419 осіб (2011).

## Історія
За даними етнографічної експедиції 1869—1870 років під керівництвом Павла Чубинського, у селі проживали лише греко-католики, які розмовляли українською мовою.
За німецьким переписом 1940 року, у селі налічувалася 501 особа, з них 179 українців, 319 поляків, 2 «русинів» і 1 білорус.
У 1975—1998 роках село належало до Білопідляського воєводства.

## Демографія
Демографічна структура станом на 31 березня 2011 року:
|          | Загалом | Допрацездатний вік | Працездатний вік | Постпрацездатний вік |
| -------- | ------- | ------------------ | ---------------- | -------------------- |
| Чоловіки | 212     | 59                 | 125              | 28                   |
| Жінки    | 207     | 50                 | 100              | 57                   |
| Разом    | 419     | 109                | 225              | 85                   |